# زینب کوبولد
زینب کوبولد (انگلیسی: Zainab Cobbold؛ زاده لیدی اِولین موری؛ ۱۷ ژوئیه ۱۸۶۷ – ژانویه ۱۹۶۳) روزنامه‌نگار، جهانگرد و نجیب‌زاده اسکاتلندی بود که به خاطر گرویدن به اسلام در دوران ویکتوریا شهرت داشت.
کوبولد بیشتر دوران کودکی خود را در الجزیره و قاهره در بین دایه‌های مسلمان گذراند. او از دوران جوانی، علیرغم اینکه رسماً اعتقاداتش را اعلام نکرده بود، خود را مسلمان می‌دانست؛ تا اینکه با پاپ ملاقات کرد. او زمستان‌های کودکی خود را در شمال آفریقا گذراند، جایی که شیفتگی او به اسلام عمیق‌تر شد.
او گرویدنش به اسلام را در سال ۱۹۱۵ اقرار، و نام عربی زینب را برای خود انتخاب کرد. وی خاطرنشان کرد که اسلام را «حساب‌شده‌ترین دین برای حل بسیاری از مشکلات گیج‌کنندهٔ جهان و به ارمغان آورندهٔ صلح و شادی برای بشریت» می‌داند.